# دریاچه ایندر
دریاچه ایندر (به قزاقی: Inder) یک دریاچه در قزاقستان است که در پست‌بوم کاسپین واقع شده‌است.